# Перекор
Перекор (укр. Перекір) — село,
Коровинский сельский совет,
Недригайловский район,
Сумская область,
Украина.
Код КОАТУУ — 5923583409. Население по переписи 2001 года составляло 18 человек .

## Географическое положение
Село Перекор находится на расстоянии до 1 км от сёл Зелёный Гай и Шкроботы.
По селу протекает пересыхающий ручей с запрудой.